# Alcântara (São Gonçalo)
Alcântara é um bairro localizado no 1° distrito do município de São Gonçalo, na região metropolitana do Rio de Janeiro, no estado do Rio de Janeiro, no Brasil. O bairro é uma importante centralidade do Leste Metropolitano (e uma das duas principais do município de São Gonçalo, junto com o Centro), possuindo uma grande área comercial que, na prática, abrange partes significativas de bairros vizinhos, como Raul Veiga e Vila Três. 

## História

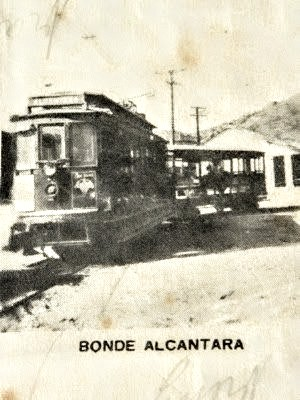
Bonde fazendo retorno em Alcântara. A linha de bondes para Alcântara foi inaugurada em 1 de Julho de 1900, tendo as atividades encerradas em 31 de Junho de 1964.

Seu nome homenageia o imperador brasileiro Dom Pedro de Alcântara. O bairro surgiu no século XX junto a uma estação de trem da Estrada de Ferro Leopoldina (trecho inaugurado em 10 de Junho de 1888) e se desenvolveu no cruzamento da rodovia estadual RJ-104 - construída na década de 40 e que faz ligação da capital com o norte fluminense -, com o antigo traçado da Estrada Geral que fazia ligação das antigas fazendas do extremo oeste do município (Pachecos e Santa Izabel) à sua sede (Centro) e aos antigos portos do município. 

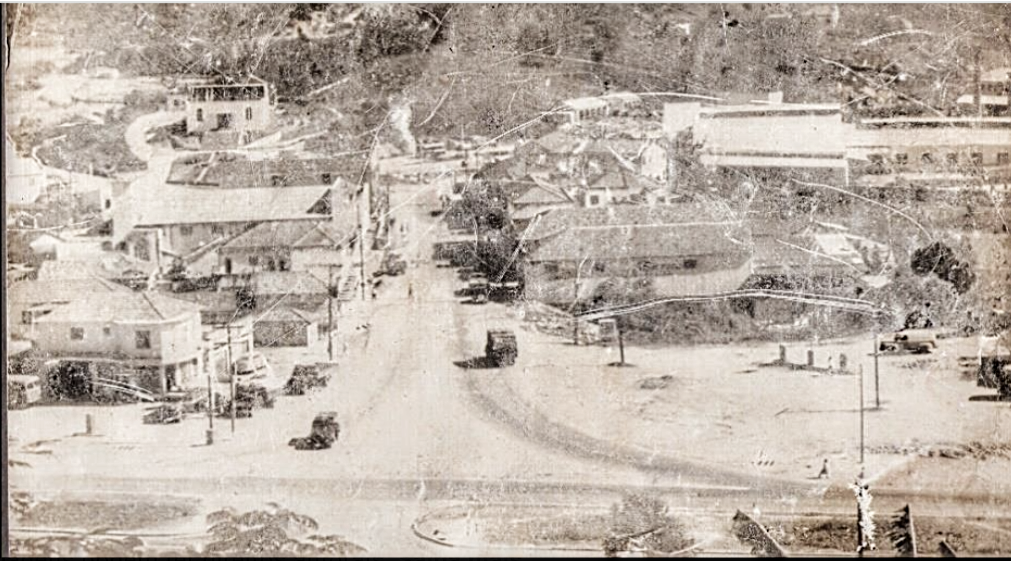
Encontro da Rua Dr. Alfredo Backer com a Rodovia Amaral Peixoto, centro de Alcântara, por volta do início dos anos 1950.

Na década de 1970, foi construído, sobre o cruzamento, um viaduto ao longo da RJ-104 e, logo depois, sob o mesmo, foi instalado o terminal rodoviário do bairro (Terminal Rodoviário Jayme Mendonça Campos), que foi reformado em 2008.

## Geografia
Alcântara é rodeado por pequenos morros, como Pedreira e Caixa d'Água (na Vila Três e no Miriambi), cujas elevações não chegam aos 50 metros de altura. As vegetações dos morros que circundam Alcântara são rasteiras, crescendo conforme se aproximam do Rio Alcântara.
O terreno é constituído por pequenas elevações e algumas partes rochosas, e uma grande área de manguezal localizada rente ao Rio Alcântara. Sua vegetação é rasteira, porém podem-se encontrar algumas árvores de tamanho considerável.

## O bairro
O bairro se localiza no município de São Gonçalo, fazendo parte do distrito de São Gonçalo, que é o 1º distrito de São Gonçalo. O Alcântara é limitado pelos bairros: Laranjal, Vila três, Raul Veiga, Coelho, Almerinda, Colubandê, Mutondo, Trindade e Jardim Catarina. O Censo do IBGE de 2010 totalizou uma população de 14686 residente no bairro.    As principais vias do bairro são: Estrada Raul Veiga, Estrada dos Menezes, rua Nestor Pinto Alves, rua Jovelino de Oliveira Viana, rua Amauri de Souza, rua Manoel João Gonçalves, rua João Caetano, rua Dr. Alfredo Backer, Av. Jornalista Roberto Marinho (antiga Av. Maricá), rua Yolanda Saad Abuzaid e a RJ 104.
Encontra-se atravessado pela Linha Niterói da Central (antiga Linha do Litoral da Estrada de Ferro Leopoldina).
Alcântara é um bairro comercial constituído por uma grande aglomeração de comércios de diferentes variedades, indo desde roupas, calçados, tecidos, móveis, eletrodomésticos até grandes supermercados e shopping centers.
Alcântara e sua grande área comercial também engloba os bairros Raul Veiga, Colubandê e Vila três. Alcântara tem um intenso tráfego de automóveis e grande circulação de pessoas que vão à procura de sua grande variedade comercial, áreas de lazer, órgãos do governo, trabalho, além de hospitais, clinicas, escolas, igrejas, empresas e etc.
Encontram-se também estabelecidos no bairro templos de vários credos, tendo destaque para a Matriz de São Pedro de Alcântara, Igreja Católica Romana, que conta com uma circulação semanal de cerca de 5 000 fiéis, se faz presente no bairro desde os anos 1950. Outro templo de destaque é o imponente templo da Igreja Universal do Reino de Deus, construído nos anos 2000.

## Comércio

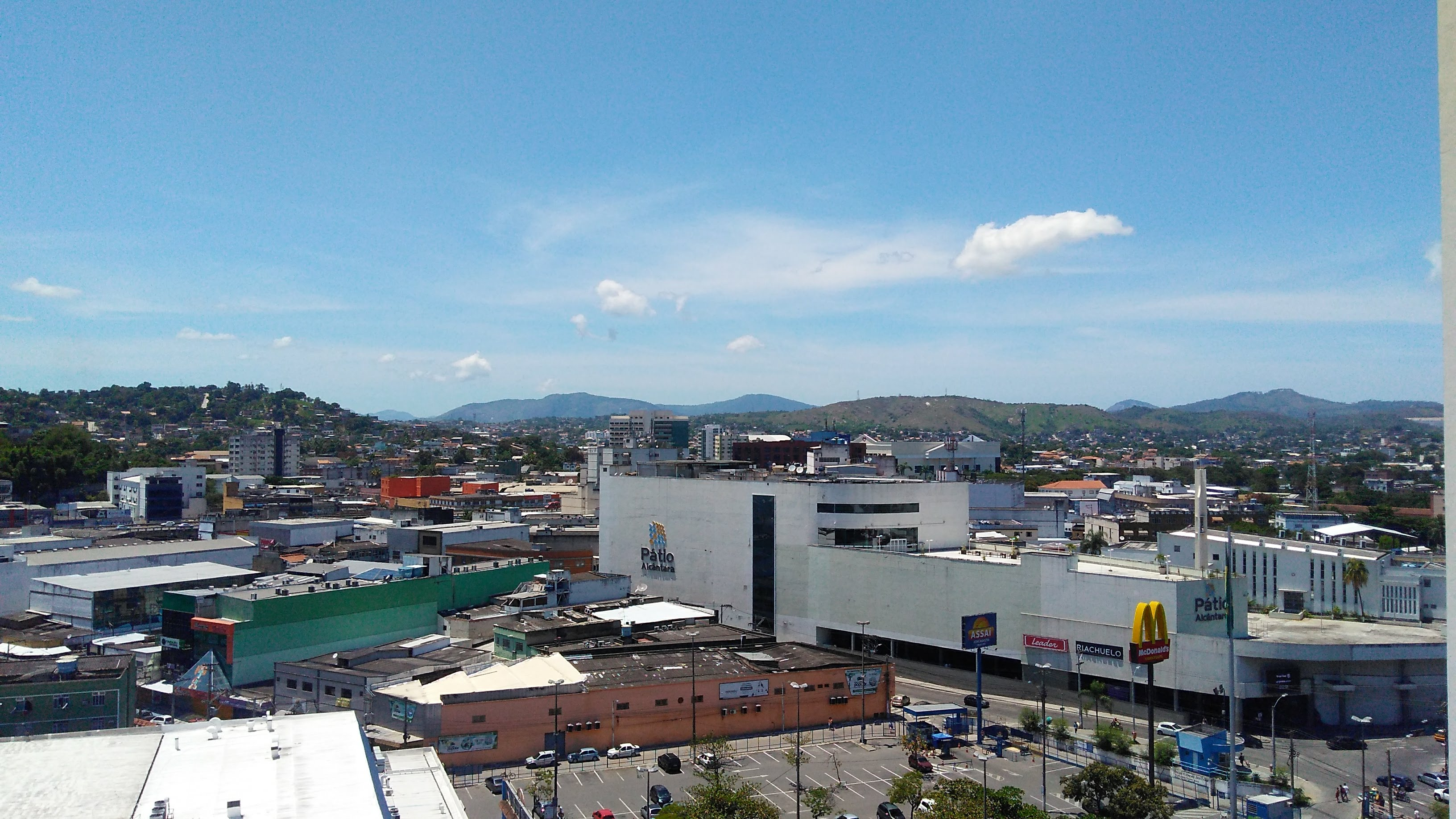
Região central de Alcântara, com destaque para o Shopping Pátio Alcântara e o novo terminal rodoviário da Rua Alfredo Backer.

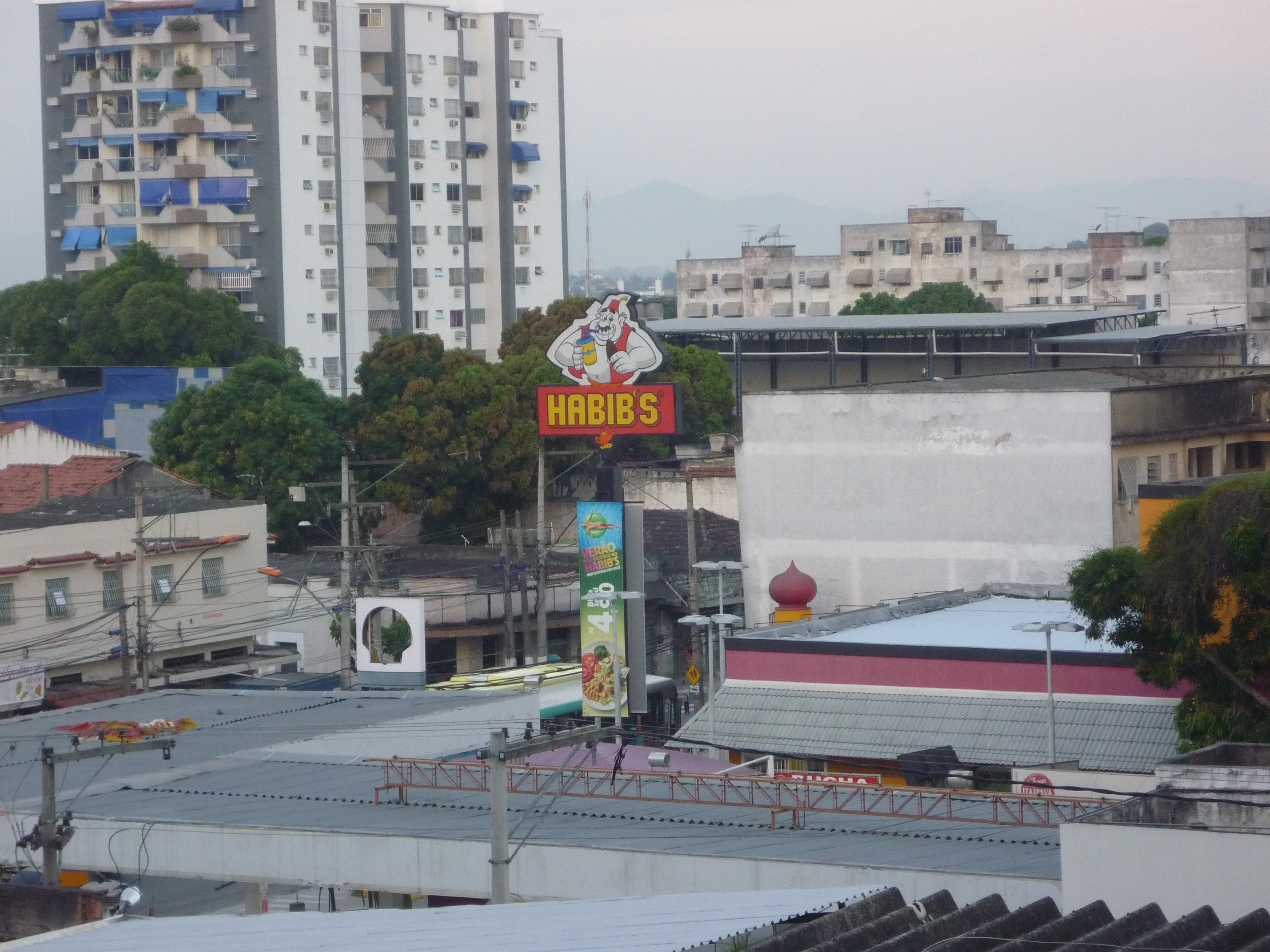
Região do Baixo Alcântara, onde o bairro se limita com o Mutondo.

É considerado o maior polo de negócios, centro comercial e serviços do município, ao lado do Centro. Lá, encontram-se agências bancárias, supermercados, lojas de eletrodomésticos, lojas de móveis, shopping centers, clínicas, hospitais, escolas, muitos edifícios comerciais.
No ano de 2013 o bairro recebeu em sua área central a construção de um Shopping com terminal rodoviário, o Pátio Alcântara, criado para propiciar o crescimento da opção de compras, lazer e transporte no bairro. Destaque para a Rua João Caetano, mais conhecida como "Rua da Feira", onde existe um forte comércio de têxteis.

### Novo terminal e Pátio Alcântara
No dia 28 de junho de 2008, após uma grande reforma, foi inaugurado o novo Terminal Rodoviário Jayme Mendonça Campos, sob o viaduto da RJ-104. Conta com lojas de conveniência, banheiros públicos, lixeiras e modernos bancos, além de um novo mobiliário. Há também com 10 plataformas equipadas com rampas para deficientes.
A limpeza e a manutenção ficarão ao encargo das empresas de ônibus. Como antes, o terminal contará com sete linhas, todas com itinerários intermunicipais. Além deste terminal, existe o Pátio Alcântara: um centro comercial integrado com um terminal rodoviário.

### Estação Ferroviária
A Estação Ferroviária de Alcântara, inaugurada em 1927 e que originou o atual bairro, está situada às margens da Linha do Litoral da antiga Estrada de Ferro Leopoldina, que originalmente liga o Rio de Janeiro ao Espírito Santo. Atualmente, a estação encontra-se desativada e abandonada. 
Até o ano de 2007, operava-se a Linha Niterói da Central, onde havia serviços de trens urbanos ligando Alcântara a Niterói e a Itaboraí, embora de forma bastante precária. 

## Educação
Alcântara é um bairro bem servido de escolas, são elas: Escola Municipal Almirante Alfredo Carlos Soares Dutra, Escola Municipal Desembargador Ronald de Souza, Colégio Estadual Pandiá Calógeras, todas públicas, e Externato Alfredo Backer, Colégio M3, Colégio João Caetano, Colégio Alcântara, Colégio Equipe 1 e vários outros particulares.

## Saúde
Em Alcântara localiza-se o Hospital Estadual Alberto Torres e o Pronto Socorro de Alcântara, Posto de Assistência Médica de Alcântara – P.A.M, Polo Sanitário Hélio Cruz. 
Existe também diversas clínicas e laboratórios particulares distribuídos pelo bairro.

## Hidrografia
Alcântara é cortado pelo Rio Alcântara, porém, nos dias atuais, este rio está imensamente poluído e muitos já o consideram valões.
O Rio Alcântara é efluente do rio Guaxindiba. Ele nasce no bairro em Maria Paula, no município de São Gonçalo passando por vários bairros, sofre muito com a poluição que é lançada em suas águas,corre em direção à área de mangues da Baía de Guanabara, onde se encontra com o rio Guaxindiba desaguando nele .

## Clima
O clima de Alcântara é o mesmo de todo o município de São Gonçalo: Ameno e seco (20º a 35º).

## A tentativa de emancipação
Desde a década de 1960, cogitava-se a transformação do bairro em município. Com a vinda dos Anos de Chumbo, a pretensão desapareceu, vindo a ressurgir somente após o período de redemocratização do país. Em 1984, políticos locais e o jornal "O Alcântara" se mobilizaram para a realização de um plebiscito, que tramitou pela Assembleia Legislativa do Estado do Rio de Janeiro e se concretizou em 1995. Entretanto, o pleito não logrou êxito, pois, apesar de uma votação expressiva a favor da emancipação, esmagadora parte dos eleitores da região interessada não compareceu às urnas. O novo município, que também se chamaria São Pedro de Alcântara, seria composto de alguns bairros do 1° e todos do 2° e 3° distritos.

## Cultura Popular
Alcântara é a terra natal de Agostinho Carrara, personagem do famoso sitcom da Rede Globo, A Grande Família.